# Betton
Betton (en bretó Lanvezhon, en gal·ló Beton) és un municipi francès, situat a la regió de Bretanya, al departament d'Ille i Vilaine. L'any 2006 tenia 9.103 habitants. Limita al nord-oest amb Melesse, al nord amb Chevaigné, al nord-est amb Saint-Sulpice-la-Forêt, a l'oest amb La Chapelle-des-Fougeretz, a l'est amb Thorigné-Fouillard, al sud-oest amb Saint-Grégoire, al sud amb Rennes i al sud-est amb Cesson-Sévigné.

## Demografia
| Evolució de la població Ehess i INSEE |       |       |       |       |       |       |       |       |
| 1793                                  | 1800  | 1806  | 1821  | 1831  | 1836  | 1841  | 1846  | 1851  |
| 1 804                                 | 1 996 | 1 955 | 2 008 | 2 021 | 1 860 | 1 800 | 1 936 | 2 012 |

| 1856  | 1861  | 1866  | 1872  | 1876  | 1881  | 1886  | 1891  | 1896  |
| ----- | ----- | ----- | ----- | ----- | ----- | ----- | ----- | ----- |
| 2 022 | 2 008 | 2 037 | 2 038 | 2 145 | 2 106 | 2 123 | 2 184 | 2 161 |

| 1901  | 1906  | 1911  | 1921  | 1926  | 1931  | 1936  | 1946  | 1954  |
| ----- | ----- | ----- | ----- | ----- | ----- | ----- | ----- | ----- |
| 2 111 | 2 068 | 1 923 | 1 810 | 1 800 | 1 772 | 1 708 | 1 830 | 1 907 |

| 1962  | 1968  | 1975  | 1982  | 1990  | 1999  | 2006 | 2011 | 2016 |
| ----- | ----- | ----- | ----- | ----- | ----- | ---- | ---- | ---- |
| 2 048 | 2 475 | 4 870 | 5 907 | 7 013 | 8 547 | -    | -    | -    |

| 2019 | - | - | - | - | - | - | - | - |
| ---- | - | - | - | - | - | - | - | - |
| -    | - | - | - | - | - | - | - | - |

## Administració
| Període   | Identitat          | Partit        |
| --------- | ------------------ | ------------- |
| 1989-1995 | Jean-Claude Heslot | Divers droite |
| 1995-     | Michel Gautier     | PS            |

## Ciutats agermanades
- Moretonhampstead, Anglaterra, Regne Unit.
- Altenbeken, Alemanya.
- Grodzisk Wielkopolski, Polònia.
- Barberino di Mugello, Itàlia.
- Torrelodones, Espanya.